# Çukurova (district)
Ne doit pas être confondu avec Çukurova (cheval) ou Çukurova.
Çukurova (prononcé [ t͡ʃukuɾovɑ]) est un district de la province d'Adana.